# Danse Kalinda Boom - Live in Pandora's Box
 (octobre 2017).
Si vous disposez d'ouvrages ou d'articles de référence ou si vous connaissez des sites web de qualité traitant du thème abordé ici, merci de compléter l'article en donnant les références utiles à sa vérifiabilité et en les liant à la section « Notes et références ».
Albums de The Gun Club
The Las Vegas Story
(1984) Mother Juno
(1987)
Danse Kalinda Boom - Live in Pandora's Box est un album du groupe de punk blues américain The Gun Club, sorti par Megadisc Records en 1985.
Il est enregistré en live au Pandora's Music Box de Rotterdam (Pays-Bas), le 22 septembre 1984.

## Liste des titres
Toutes les chansons sont écrites et composées par Jeffrey Lee Pierce, sauf annotation.
|       | 'Face A'                                                                        |      |
| A1.   | Eternity Is Here                                                                | 3:33 |
| A2.   | Bad America                                                                     | 5:00 |
| A3.   | Stranger In Town                                                                | 5:16 |
| A4.   | Gila Monster, New Mexico / Preaching Blues (Robert Johnson sur Preaching Blues) | 9:50 |
|       | 'Face B'                                                                        |      |
| B1.   | Sleeping In Blood City                                                          | 3:48 |
| B2.   | Goodbye Johnny                                                                  | 5:59 |
| B3.   | Give Up The Sun                                                                 | 5:58 |
| 39:24 |                                                                                 |      |

| - Disque 2 : Live à Melbourne, Australie, Septembre-octobre 1983 - Réédition 2 × CD (Pays-Bas, Flow Records, 2006), - Réédition 2 × CD inclus disque bonus "Live à Melbourne, Australie, Septembre-octobre 1983" | - Disque 2 : Live à Melbourne, Australie, Septembre-octobre 1983 - Réédition 2 × CD (Pays-Bas, Flow Records, 2006), - Réédition 2 × CD inclus disque bonus "Live à Melbourne, Australie, Septembre-octobre 1983" | - Disque 2 : Live à Melbourne, Australie, Septembre-octobre 1983 - Réédition 2 × CD (Pays-Bas, Flow Records, 2006), - Réédition 2 × CD inclus disque bonus "Live à Melbourne, Australie, Septembre-octobre 1983" | - Disque 2 : Live à Melbourne, Australie, Septembre-octobre 1983 - Réédition 2 × CD (Pays-Bas, Flow Records, 2006), - Réédition 2 × CD inclus disque bonus "Live à Melbourne, Australie, Septembre-octobre 1983" | - Disque 2 : Live à Melbourne, Australie, Septembre-octobre 1983 - Réédition 2 × CD (Pays-Bas, Flow Records, 2006), - Réédition 2 × CD inclus disque bonus "Live à Melbourne, Australie, Septembre-octobre 1983" | - Disque 2 : Live à Melbourne, Australie, Septembre-octobre 1983 - Réédition 2 × CD (Pays-Bas, Flow Records, 2006), - Réédition 2 × CD inclus disque bonus "Live à Melbourne, Australie, Septembre-octobre 1983" | - Disque 2 : Live à Melbourne, Australie, Septembre-octobre 1983 - Réédition 2 × CD (Pays-Bas, Flow Records, 2006), - Réédition 2 × CD inclus disque bonus "Live à Melbourne, Australie, Septembre-octobre 1983" | - Disque 2 : Live à Melbourne, Australie, Septembre-octobre 1983 - Réédition 2 × CD (Pays-Bas, Flow Records, 2006), - Réédition 2 × CD inclus disque bonus "Live à Melbourne, Australie, Septembre-octobre 1983" | - Disque 2 : Live à Melbourne, Australie, Septembre-octobre 1983 - Réédition 2 × CD (Pays-Bas, Flow Records, 2006), - Réédition 2 × CD inclus disque bonus "Live à Melbourne, Australie, Septembre-octobre 1983" | - Disque 2 : Live à Melbourne, Australie, Septembre-octobre 1983 - Réédition 2 × CD (Pays-Bas, Flow Records, 2006), - Réédition 2 × CD inclus disque bonus "Live à Melbourne, Australie, Septembre-octobre 1983" |
| No | Titre | Durée | | | | | | | |
| --- | --- | --- | --- | --- | --- | --- | --- | --- | --- |
| 1. | Strange Fruit | 4:47 | | | | | | | |
| 2. | Moonlight Motel | 3:20 | | | | | | | |
| 3. | Run Through the Jungle | 7:17 | | | | | | | |
| 4. | Brother and Sister | 3:32 | | | | | | | |
| 5. | House of the Highland Avenue | 3:31 | | | | | | | |
| 6. | Cool Drink of Water | 7:15 | | | | | | | |
| 7. | The Lie | 3:14 | | | | | | | |
| 8. | Fire of Love | 2:37 | | | | | | | |
| 9. | Kangaroo Farm Disco (Death Party) | 6:45 | | | | | | | |
| 10. | Jack on Fire | 7:44 | | | | | | | |
| 11. | Sex Beat | 2:31 | | | | | | | |
| 12. | For the Love of Ivy | 8:34 | | | | | | | |
| 13. | Love Supreme | 9:30 | | | | | | | |
| 14. | Hello Walls | 2:19 | | | | | | | |
| 72:52 | | | | | | | | | |

## Membres du groupe
- Jeffrey Lee Pierce : chant, guitare solo, livret d'album
- Kid Congo Powers : guitare
- Patricia Morrison : basse